# Candor
För andra betydelser, se Candor (olika betydelser).
Candor är en kommun i departementet Oise i regionen Hauts-de-France i norra Frankrike. Kommunen ligger i kantonen Lassigny som tillhör arrondissementet Compiègne. År 2022 hade Candor 319 invånare.

## Befolkningsutveckling
Antalet invånare i kommunen Candor
| Referens: INSEE |